# Elephant Butte, Novi Meksiko
Elephant Butte je gradić u okrugu Sierri u američkoj saveznoj državi Novom Meksiku. Prema popisu 2000. u Elephant Butteu živjelo je 1390 stanovnika. Nalazi se blizu istoimenog umjetnog jezera i državnog parka. 

## Povijest
Gradić je dobio ime po obližnjem usamljenom strmom brdu za koji se smatralo da podsjeća na slona.

## Zemljopis
Nalazi se na 33°11′23″N 107°13′22″W / 33.18972°N 107.22278°W (33.189809, -107.222873). Prema Uredu SAD-a za popis stanovništva, zauzima 7,7 km2 površine, sve suhozemne.

## Stanovništvo
Prema podatcima popisa 2000. u Elephant Butteu bilo je 1390 stanovnika, 689 kućanstava i 471 obitelj, a stanovništvo po rasi bili su 91,94% bijelci, 0,07% afroamerikanci, 1,58% Indijanci, 0,29% Azijci, 5,04% ostalih rasa, 1,08% dviju ili više rasa. Hispanoamerikanaca i Latinoamerikanaca svih rasa bilo je 13,31%.

## Vanjske poveznice
- Službene stranice
- Trgovinska komora  Arhivirana inačica izvorne stranice od 19. prosinca 2014. (Wayback Machine)